# Cuirassat Haruna
El Haruna (japonès:榛名, anomenat així en honor al mont Haruna) va ser un cuirassat de la Marina Imperial Japonesa durant la Primera Guerra Mundial i la Segona Guerra Mundial. Dissenyat per l'enginyer naval britànic George Thurston, va ser el quart i últim creuer de batalla de la classe Kongō, entre els vaixells més fortament armats de qualsevol marina quan es va construir. Amb la quilla posada el 1912 a les drassanes de Kawasaki a Kobe, el Haruna va ser assignat formalment el 1915 el mateix dia que el seu vaixell germà, el Kirishima. El Haruna va patrullar davant de la costa xinesa durant la Primera Guerra Mundial. Durant els exercicis de tir el 1920, una explosió va destruir un dels seus canons, va danyar la torreta i va matar set homes.
Durant la seva carrera, el Haruna va patir dues reconstruccions importants. A partir de 1926, la Marina Imperial Japonesa el va reconstruir com a cuirassat, reforçant el seu blindatge i millorant les seves capacitats de velocitat i potència. El 1933, la seva superestructura va ser completament reconstruïda, la seva velocitat es va augmentar i va ser equipada amb catapultes de llançament per a hidroavions. Ara prou ràpid per acompanyar la creixent flota de transportistes del Japó, el Haruna va ser reclassificat com a cuirassat ràpid. Durant la Segona Guerra Sino-japonesa, el Haruna va transportar tropes de l'Exèrcit Imperial Japonès a la Xina continental abans de ser redestinat a la 3a Divisió de Cuirassats el 1941. A la vigília de l'atac japonès a Pearl Harbor, va navegar com a part de la Força del Sud en preparació per a la batalla de Singapur.
El Haruna va lluitar en gairebé totes les accions navals importants del Teatre del Pacífic durant la Segona Guerra Mundial. Va cobrir els desembarcaments japonesos a Malàisia i a les Índies Orientals Holandeses el 1942 abans d'enfrontar-se les forces nord-americanes a la batalla de Midway i durant la campanya de Guadalcanal. Al llarg de 1943, el Haruna va romandre principalment a la llacuna de Truk, la base naval de Kure (prop d'Hiroshima), la base naval de Sasebo (a prop de Nagasaki) i les illes Lingga, i es va desplegar en diverses ocasions en resposta als atacs aeris de transportistes a bases insulars japoneses. El Haruna va participar en la batalla del Mar de les Filipines i la batalla del golf de Leyte el 1944, enfrontant-se amb vaixells nord-americans.
El 1945, el Haruna va ser traslladada a la base naval de Kure, on va ser enfonsada per avions de la Task Force 38 el 28 de juliol de 1945.

## Disseny i construcció

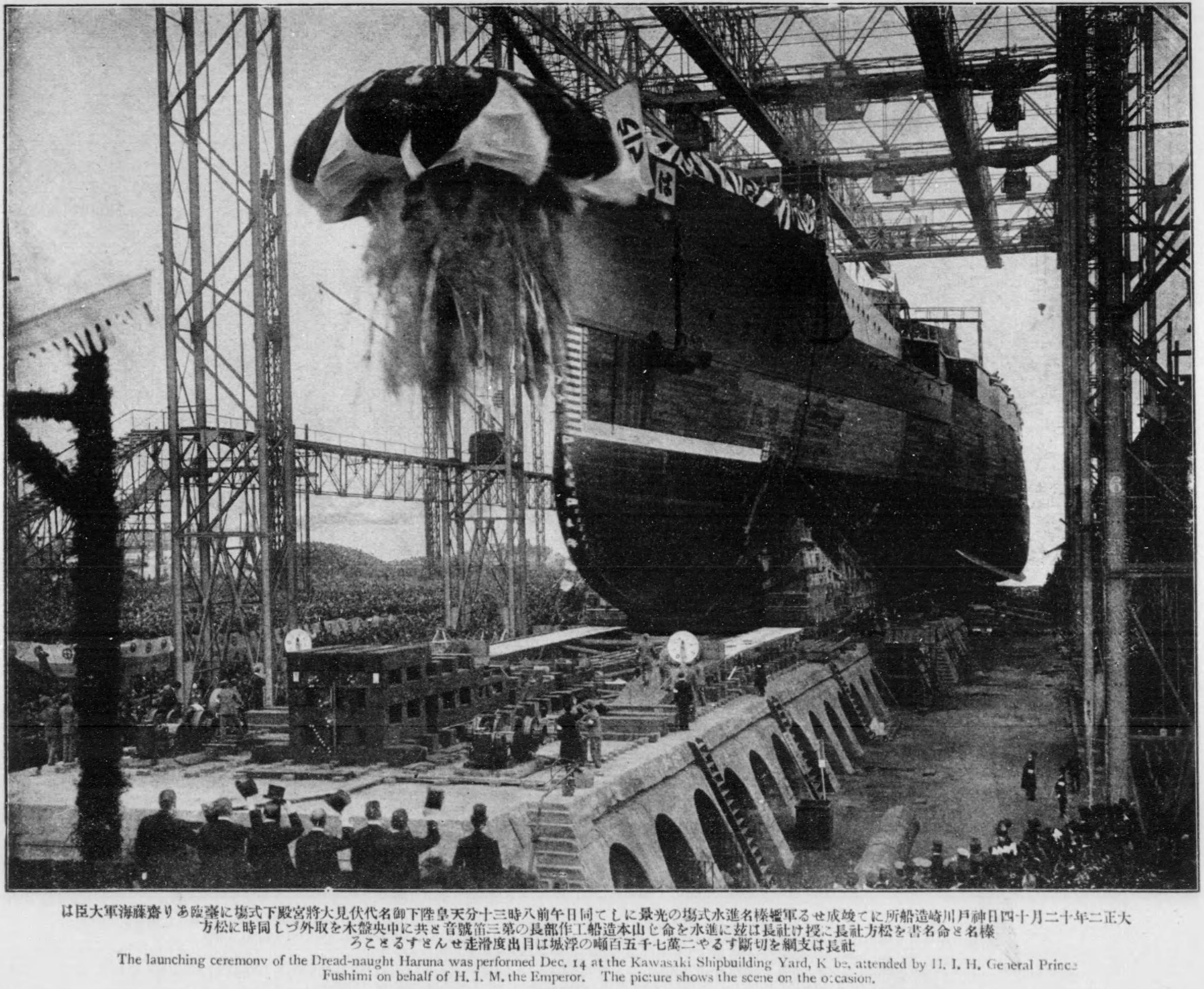
Llançament del Haruna, 14 de desembre de 1913

El Haruna va ser el quart i l'últim dels creuers de batalla classe Kongō de la Marina Imperial Japonesa, una línia de vaixells capitals dissenyats per l'enginyer naval britànic George Thurston. La classe va ser ordenada l'any 1910 a la llei d'expansió naval d'emergència japonesa després de la posada en marxa de l'HMS Invincible el 1908. Els quatre creuers de batalla de la classe Kongō van ser dissenyats per igualar les capacitats navals de les altres grans potències de l'època; s'han anomenat les versions de creuers de batalla del cuirassat britànic (anteriorment turc) HMS Erin.El seu armament pesat i la seva protecció blindada (que va aportar el 23,3 per cent del seu desplaçament) eren molt superiors a les de qualsevol altre vaixell de capital japonès que flotava en aquell moment.
La quilla del Haruna va ser posada a Kobe per Kawasaki el 16 de març de 1912, amb la majoria de les peces utilitzades en la seva construcció fabricades al Japó. A causa de l'escassetat de grades disponibles, el Haruna i el seu vaixell germà el Kirishima van ser els dos primers vaixells capitals de la Marina Imperial Japonesa que es van construir en drassanes privades. Avarat el 14 de desembre de 1913, l'equipament del Haruna va començar a principis de 1914. Es va completar el 19 d'abril de 1915.

### Armament
La bateria principal del Haruna constava de vuit canons principals de calibre pesat de 14 polzades (36 cm) en quatre torretes bessones (dues a proa i dues a popa).  L'Oficina d'Intel·ligència Naval dels Estats Units va assenyalar que les torretes eren "similars a les torretes britàniques de 15 polzades", amb millores fetes en l'estanquitat . Cadascun dels seus canons principals podia disparar obusos explosius o perforants d'un màxim de 38.770 iardes (19,14 milles nàutiques; 35,45 km) a una velocitat de tret de dos obusos per minut.  D'acord amb la doctrina japonesa de desplegar vaixells més poderosos abans que els seus oponents, el Haruna i els seus vaixells germans van ser els primers vaixells del món equipats amb canons de 14 polzades (36 cm) . Els canons principals portaven munició per a 90 salves, i tenien una vida útil aproximada del canó de 250 a 280 cartutxos. El 1941, es van introduir tints separats (utilitzats per distingir entre obusos disparats des de múltiples vaixells) per als obusos perforants dels quatre cuirassats de la classe Kongō, amb els obusos perforants del Haruna utilitzant tint negre.
La seva bateria secundària eren originalment setze canons mitjans de 6 polzades (15 cm) de calibre 50 en casamates individuals (totes situades al mig del vaixell),  vuit canons de 3 polzades (7,6 cm) i vuit tubs de torpedes submergits de 21 polzades (53 cm). Els canons de sis polzades podien disparar de cinc a sis carns per minut, amb una vida útil de 500 salves. El canó de calibre 6"/50 era capaç de disparar tant obusos antiaeri com antinaveixell, tot i que el posicionament dels canons al Haruna va fer poc pràctic disparar antiaeri. Durant la seva segona reconstrucció, els canons antics de 3 polzades es van retirar i es van substituir per vuit canons de doble propòsit de 5 polzades (13 cm) Aquests canons de calibre 5"/40 podien foc entre 8 i 14 cartutxos per minut, amb una vida útil del canó de 800 a 1.500 salves.  El 5"/40 tenia la més àmplia varietat de tipus de tirs de canons del Haruna, ja que estaven dissenyats per disparar obusos antiaeris, antinaus i il·luminació. També estava armat amb un gran nombre de metralladores antiaèries de 1 polzada (2,5 cm). El 1943, el seu armament secundari es va reconfigurar a vuit canons de 6 polzades (15 cm), dotze canons de 5 polzades (13 cm) i finalment a finals de 1944 cent vuit canons automàtics antiaeri tipus 96 en 30 muntures triples i 18 simples.

## Història operativa

### 1915–1926: creuer de batalla
El 19 d'abril de 1915, el Haruna va ser encarregat formalment a Kobe. El 13 de desembre de 1915, després de vuit mesos de proves, va ser assignat a la 3a Divisió de Cuirassats de la 2a Flota. El 9 d'abril de 1916, va sortir de la base naval de Sasebo per a operacions al mar de la Xina Oriental, tornant al Japó 10 dies després. L'1 de desembre de 1916, el capità Saburo Hyakutake va assumir el comandament del Haruna fins al 15 de setembre de 1917, quan el capità Naomi Taniguchi el va substituir. L'1 de desembre de 1917, va ser posada en reserva, quan van concloure les hostilitats al teatre del Pacífic de la Primera Guerra Mundial

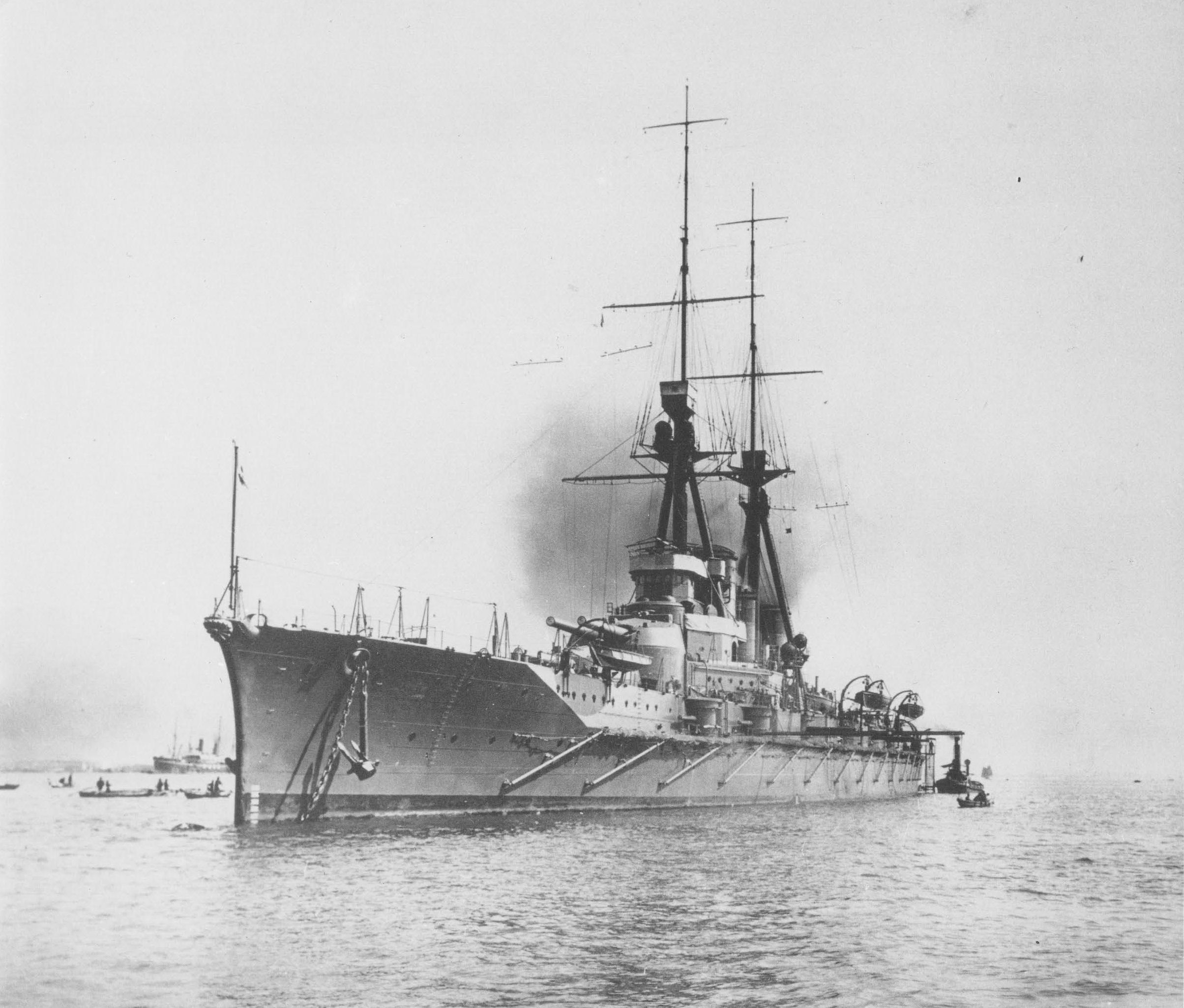
El Haruna a Kōbe el 24 d'abril de 1915

El 12 de setembre de 1920, el Haruna va participar en exercicis d'artilleria a Hokkaidō quan una explosió de la retrocàrrega va destruir el canó d'estribord de la torreta número 1, matant a set homes i danyant greument el sostre blindat de la torreta. Una investigació posterior de l'Armada Imperial Japonesa va concloure que un fusible defectuós va encendre les bosses de pólvora a la recàrrega, fent detonar l'obús mentre encara es trobava al canó. La torreta va ser reparada a l'Arsenal Naval de Yokosuka, on l'elevació dels seus canons de 14 polzades també es va incrementar en set graus. Tres mesos després, va tornar a ser posada en reserva.
Amb la conclusió de la Primera Guerra Mundial i la signatura del Tractat Naval de Washington, la mida de la Marina Imperial Japonesa es va reduir significativament, amb una proporció de 5:5:3 requerida entre les naus capitals del Regne Unit, els Estats Units, i Japó. El tractat també va prohibir al Japó la construcció de nous vaixells de capital fins a 1931, sense que cap vaixell de capital superés les 35.000 tones llargues (35.562  t ). Sempre que les noves addicions no superessin les 3.000 tones llargues (3.048 t), es va permetre millorar els vaixells capitals existents amb protuberàncies antitorpedes millorades i blindatge de coberta. Quan el Tractat de Washington s'havia implementat completament al Japó, només tres classes de vaixells capitals de la Primera Guerra Mundial romanien actius: els cuirassats de la classe Ise, els creuers de guerra de la classe Kongō i un dels cuirassats de la classe Fusō (el Yamashiro).

### 1926–1933: Reconstrucció en cuirassat

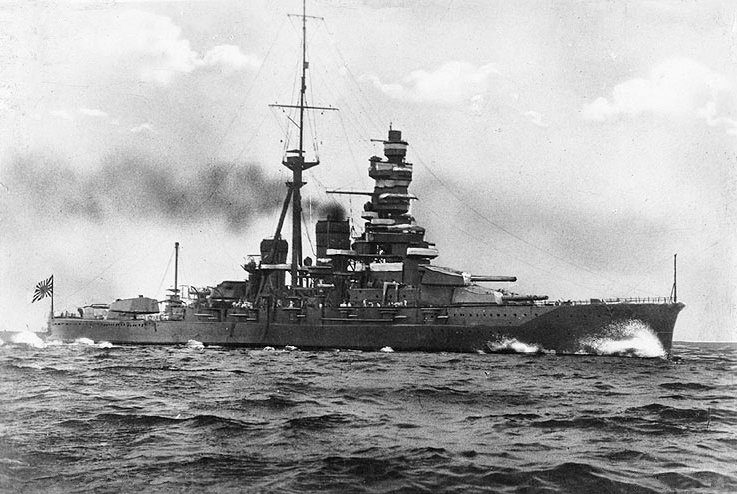
El Haruna a mar

Incapaç de construir nous vaixells capitals fins al 1931, el Japó va recórrer a millorar els cuirassats i els creuers de batalla. El juliol de 1926, el Haruna es va convertir en el primer dels vaixells japonesos a experimentar una àmplia modernització i modificació, en dic sec a l'Arsenal Naval de Yokosuka. Durant els dos anys següents, el seu blindatge horitzontal a prop dels seus carregadors de munició es va reforçar i els espais de maquinària dins del casc es van augmentar. Es van afegir protuberàncies antitorpedes al llarg de la línia de flotació, tal com ho permetia el Tractat de Washington.  Va ser reequipat per acomodar tres hidroavions tipus 90 Model 0. Per augmentar la seva velocitat i capacitats de potència, es van retirar les 36 calderes Yarrow i es van substituir per 16 calderes més noves, i es van instal·lar turbines d'accionament directe Brown-Curtis. L'embut cap endavant del Haruna va ser eliminat, i el seu segon embut es va ampliar i allargar. Les modificacions al seu casc van augmentar el seu pes de blindatge de 6.502 a 10.313 tones llargues, violant directament els termes del Tractat de Washington. El juliol de 1928, el Haruna —ara capaç de velocitats de 29 nusos (54 km/h; 33 mph)— va ser reclassificat com a cuirassat.
Després de noves proves al mar, el Haruna va ser assignat el 10 de desembre de 1928 a la 4a Divisió de Cuirassats de la 2a Flota com a vaixell especial de l'Emperador.  Durant els 12 mesos següents, va operar entre Sasebo, Port Arthur i el mar de la Xina Oriental. L'1 de febrer de 1929, el príncep Takamatsu, el germà petit de l'emperador Hirohito, va ser assignat a la tripulació. El 20 de novembre de 1929, va ser reassignada a la 1a Divisió de Cuirassats. Va ser posat en reserva l'1 de desembre de 1930.

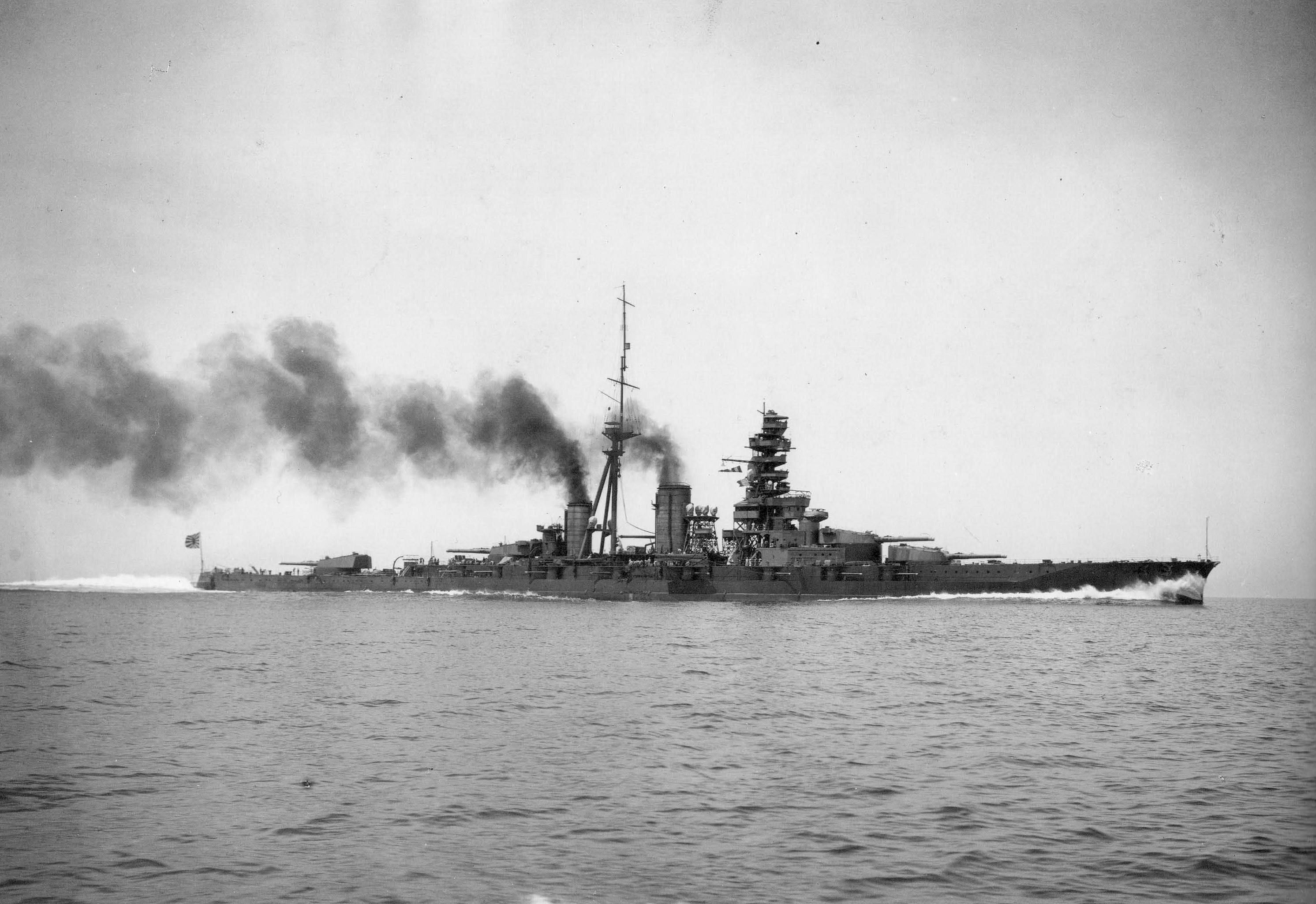
El Haruna sotmès a proves després de la seva reconstrucció el 1928

El 22 d'abril de 1930, el Japó va signar el Tractat Naval de Londres, posant més restriccions a les seves forces marítimes. A més del desballestament de diversos cuirassats més antics, el Japó no tindria permís per construir nous vaixells capitals fins al 1937. Després d'un petit treball d'equipament, la seva reconstrucció, començada el 1926, es va declarar completa l'1 d'octubre de 1931. El 8 de novembre de 1931, va servir com a vaixell de l'emperador durant la seva visita oficial a la prefectura de Kumamoto.
El setembre de 1931, el Japó va envair Manxúria. El 25 de febrer de 1933, basant-se en l'informe de la Comissió Lytton, la Societat de Nacions va acordar que la invasió del Japó havia violat la sobirania xinesa. Negant-se a acceptar el judici de l'organització, el Japó es va retirar de la Societat de Nacions el mateix dia. A finals de 1934, el Japó també anunciaria que es retiraria dels Tractats Navals de Washington i Londres, eliminant així totes les restriccions sobre el nombre i la mida dels seus vaixells capitals.

### 1933–1941: cuirassat ràpid
El Haruna va ser reactivat i assignat a la 1a Divisió de Cuirassats el 20 de maig de 1933. No obstant això, l'1 d'agost de 1933, el Haruna va estar en dic sec a l'Arsenal Naval de Kure en preparació per a les millores que li permetrien escortar la creixent flota de portaavions del Japó. La seva popa es va allargar 26 peus (7,9 m), i el seu pont es va reconstruir completament d'acord amb l'estil del pal de la pagoda del Japó de la superestructura davantera. Les seves 16 calderes més antigues van ser eliminades i substituïdes per 11 calderes Kampon alimentades amb gasoil i turbines d'engranatge més noves. Es van afegir catapultes i rails per suportar tres hidroavions de reconeixement i observació Nakajima E8N o Kawanishi E7K.
El blindatge del Haruna també es va millorar àmpliament. El seu cinturó principal es va reforçar fins a un gruix uniforme de 8 polzades (a partir de gruixos variables de 6 a 8 polzades), mentre que les mampares diagonals de profunditats que oscil·laven entre 5 i 8 polzades (127 a 203 mm) ara reforçaven el cinturó blindat principal. El blindatge la torreta es va reforçar fins a 10 polzades (254 mm), mentre que 4 polzades (102 mm) es van afegir a parts del blindatge de la coberta. La seva protecció de municions també es va reforçar fins a 4,0 polzades (10 cm) . La reconstrucció es va acabar el 30 de setembre de 1934. Capaç de més de 30 nusos (56 km/h; 35 mph) malgrat l'augment significatiu del desplaçament del casc, el Haruna va ser reclassificat com un cuirassat ràpid.

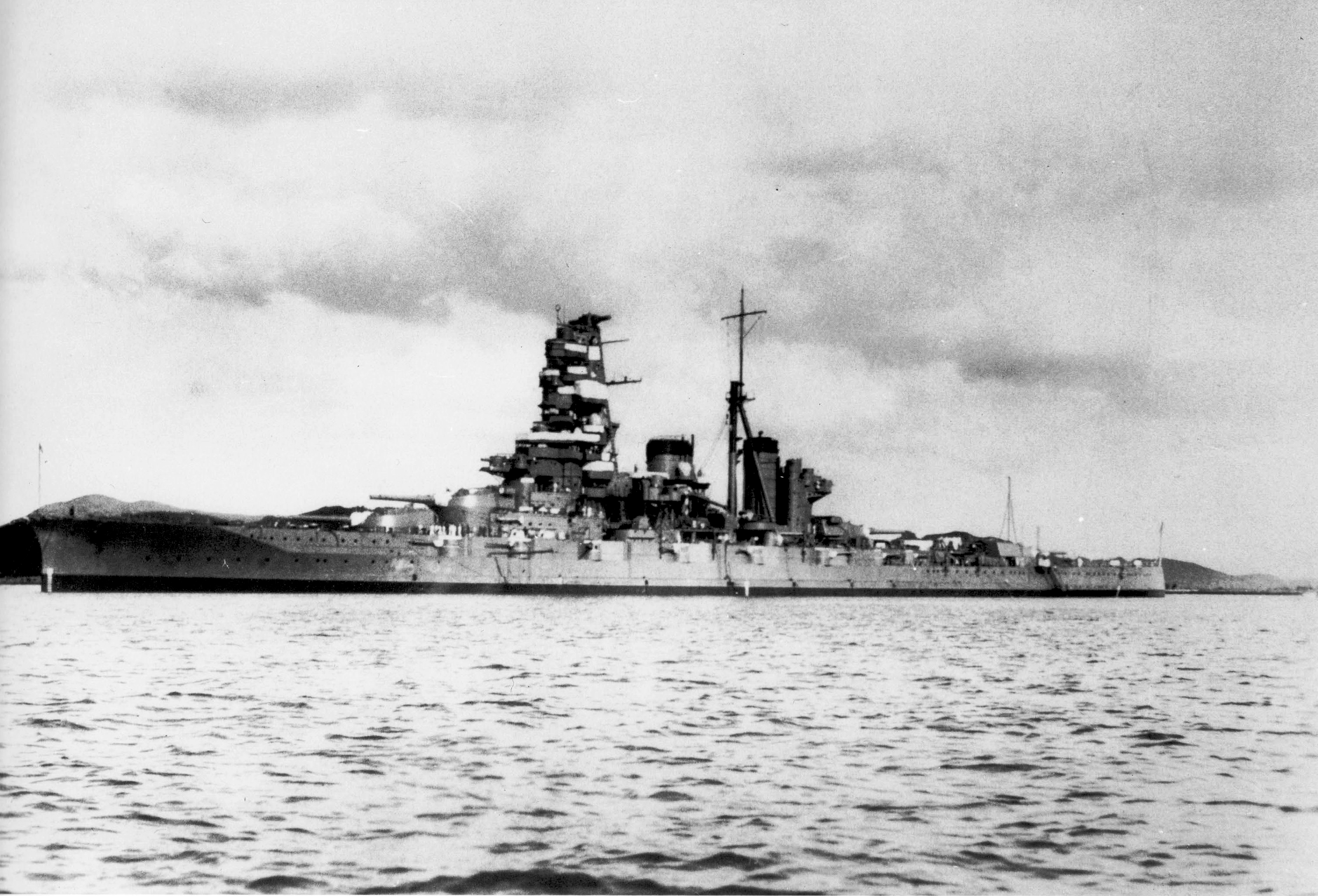
El Haruna a Yokosuka el 1935

El 28 d'octubre de 1935, el capità Jisaburō Ozawa va assumir el comandament del Haruna. L'1 de juny de 1936, va ser assignada a la 3a Divisió de Cuirassats de la 1a Flota. Al llarg de 1937, el Haruna va dur a terme extensos exercicis d'artilleria i patrulles davant de la costa de la Xina, principalment a les proximitats de Qingdao. El 7 de juliol de 1937, el Japó va declarar oficialment la guerra a la Xina, començant així la guerra sino-japonesa. Un mes més tard, el Haruna va transportar forces de l'exèrcit japonès a la Xina continental en preparació per a les campanyes al territori nacionalista xinès. L'1 de desembre de 1937, va ser novament posat en reserva. El 2 d'abril de 1940, va ser transferit de Sasebo a Taiwan. Va ser redesignat com a "vaixell de servei especial" el 15 de novembre de 1940, i cinc mesos després va ser adjunta a la 3a Divisió de Cuirassats de la 1a Flota, amb seu a Hashirajima.

### 1941–1942: primer servei de guerra
El Haruna i el Kongō van abandonar l'ancoratge de la flota d'Hashirajima el 29 de novembre de 1941 per participar en l'etapa inicial de la Guerra del Pacífic com a part del cos principal de la Força del Sud (malaia), sota el comandament general del vicealmirall Nobutake Kondō. El 4 de desembre de 1941, el cos principal va arribar a la costa del sud de Siam i el nord de Malàisia, en preparació per a la invasió de Siam i la península de Malàia quatre dies després. Quan la "Força Z" britànica —formada pel cuirassat HMS Prince of Wales i el creuer de batalla HMS Repulse—va ser ràpidament derrotada per l'aviació terrestre i portaavions del Japó, el grup de batalla del Haruna es va retirar de les aigües de Malàisia. Posteriorment, el grup de batalla va sortir d'Indoxina durant tres dies a mitjans de desembre per protegir un comboi de reforç que viatjava a Malàisia i de nou el 18 de desembre per cobrir el desembarcament de l'exèrcit al golf de Lingayen a les Filipines. El cos principal va sortir de la badia de Cam Ranh a la Indoxina francesa el 23 de desembre amb destinació a Taiwan, arribant dos dies després.
L'11 de desembre de 1941, es va publicar un informe erroni als mitjans de comunicació nord-americans que un bombarder pesant B-17  nord-americà havia bombardejat i danyat mortalment el Haruna durant la batalla davant del golf de Lingayen davant les Filipines. No hi havia cuirassats japonesos presents, i el Haruna es trobava a 1.500 milles nàutiques (2.800  km; 1.700  milles) de distància al golf de Siam en aquell moment.
El 18 de gener de 1942, la Força Principal de Kondō va arribar a Palau juntament amb dos portaavions ràpids, amb la intenció de cobrir la invasió japonesa de Borneo i les Índies Orientals Holandeses. El Haruna, el Maya, i els portaavions de la flota Hiryū i Sōryū van operar a l'est de Mindanao fins al 18 de febrer de 1942, quan el Cos Principal va marxar de Palau en preparació per a l'"Operació J", la invasió del Japó de les Índies Orientals Holandeses. El 25 de febrer, la 3a Divisió de Cuirassats va proporcionar cobertura als atacs aeris a Java. El Haruna va bombardejar l'illa de Nadal el 7 de març de 1942, després va tornar a Staring-baai durant 15 dies de manteniment i descans. L'abril de 1942, el Haruna es va unir a cinc portaavions de la flota en els atacs a Colombo a Ceilan. Després de la destrucció de l'HMS Dorsetshire el 5 d'abril de 1942, el Haruna va ser enviat al sud-oest per localitzar la resta de la flota oriental britànica, sota el comandament de l'almirall James Somerville. El 9 d'abril, un dels seus hidroavions va veure el portaavions HMS Hermes al sud de Trincomalee; els atacs aeris japonesos van enfonsar el portaavions el mateix dia. Després d'haver paralitzat la capacitat ofensiva de la flota oriental britànica, la 3a divisió de cuirassats va tornar al Japó el 23 d'abril. El Haruna va estar dic sec durant tot el maig de 1942 per a reparacions generals i reparacions.
El 29 de maig de 1942, el Haruna es va unir al seu vaixell germà Kirishima com a part de la força d'atac de portaavions del vicealmirall Chūichi Nagumo durant la batalla de Midway. El 4 de juny, va ser atacada en múltiples atacs aeris per torpediners nord-americans, però no va rebre cops i va aconseguir abatre cinc avions nord-americans. El 5 de juny, es va enfrontar amb supervivents dels quatre portaavions japonesos destruïts abans de tornar al Japó. Va romandre al Japó fins al setembre de 1942, passant per petites reformes a l'agost d'aquell any. El 6 de setembre, el Haruna es va traslladar a la llacuna Truk juntament amb la resta de la 3a Divisió de Cuirassats, i el 10 de setembre el vaixell va sortir com a part de la 2a Flota de l'Almirall Kondō cap a les Illes Salomó. El 20 de setembre, la flota va rebre l'ordre de tornar a Truk.

### Bombardeig de Henderson Field
Arran de la batalla del cap Esperança, l'exèrcit japonès va optar per reforçar les seves posicions a Guadalcanal. Per protegir el seu comboi de transport de l'atac aeri enemic, l'almirall Yamamoto va enviar el Haruna i el Kongō, escortats per un creuer lleuger i nou destructors, a bombardejar el camp Henderson. A causa de la seva gran velocitat, els dos cuirassats podien bombardejar el camp i retirar-se abans de ser sotmesos a un atac aeri dels portaavions. La nit del 13 al 14 d'octubre, els dos cuirassats van bombardejar Henderson Field des d'una distància de 16.000 iardes (15.000 m), disparant 973 obusos de 14 polzades. En l'acció de cuirassats japonesos més reeixida de la guerra,  el bombardeig va danyar molt ambdues pistes, va destruir gairebé tot el combustible d'aviació disponible, va incapacitar 48 dels 90 avions de l'aeròdrom i va matar 41 homes. El comboi de tropes japoneses va arribar a l'illa l'endemà.
Durant la batalla de les illes Santa Cruz el 26 d'octubre de 1942, el Haruna va ser atacada per un hidroavió PBY Catalina però no va rebre cap dany. A mitjans de novembre, el cuirassat i altres vaixells de guerra van proporcionar una cobertura llunyana per als esforços finalment infructuosos per bombardejar Henderson Field de nou i aterrar reforços a Guadalcanal. El 15 de novembre de 1942, després de la derrota japonesa i la pèrdua del Hiei i del Kirishima durant la batalla naval de Guadalcanal, la 3a Divisió de Cuirassats va tornar a Truk, on va romandre durant la resta de 1942.

### 1943: Moviment entre bases
El Haruna no va enfrontar-se a cap objectiu enemic durant 1943. A finals de gener de 1943, va participar en l'Operació Ke, com a part d'una força de desviació i cobertura llunyana que recolzava els destructors japonesos que evacuaven personal de Guadalcanal. Entre el 15 i el 20 de febrer de 1943, la 3a Divisió de Cuirassats es va traslladar de Truk a la Base Naval de Kure. Del 23 de febrer al 31 de març de 1943, el Haruna va ser dic sec a l'Arsenal Naval de Kure per a les actualitzacions, rebent canons i blindatges antiaeris addicionals de 25 mm (0,98 polzades). El 17 de maig de 1943, en resposta a la invasió nord-americana de l'illa d'Attu, el Haruna va sortir al costat del Musashi, la 3a Divisió de Cuirassats, dos portaavions de la flota, dos creuers i nou destructors. Tres dies després, el submarí USS Sawfish va descobrir el grup, però no va poder atacar. El 22 de maig de 1943, el grup va arribar a Yokosuka, on s'hi van unir tres portaavions de flota addicionals i dos creuers lleugers; la força es va dissoldre quan Attu va caure abans que s'acabessin els preparatius necessaris. Al llarg de juny de 1943, el Haruna va ser reequipat a Yokosuka. El 18 de setembre de 1943, el Haruna va abandonar Truk com a part d'una força de contraatac en resposta a les incursions nord-americanes a les illes Brown a Micronèsia, però no es va establir cap contacte i el vaixell va tornar a la base.
El 17 d'octubre de 1943, el Haruna va tornar a abandonar Truk com a part d'una força encara més gran: cinc cuirassats, tres portaavions, vuit creuers pesats, tres creuers lleugers i nombrosos destructors, com a resposta als atacs nord-americans a l'illa Wake. Quan no es va establir cap contacte, la força va tornar a Truk el 26 d'octubre de 1943. El 16 de desembre de 1943, va arribar a Sasebo per a les instal·lacions i l'entrenament al mar interior.

### 1944: Finals de combat

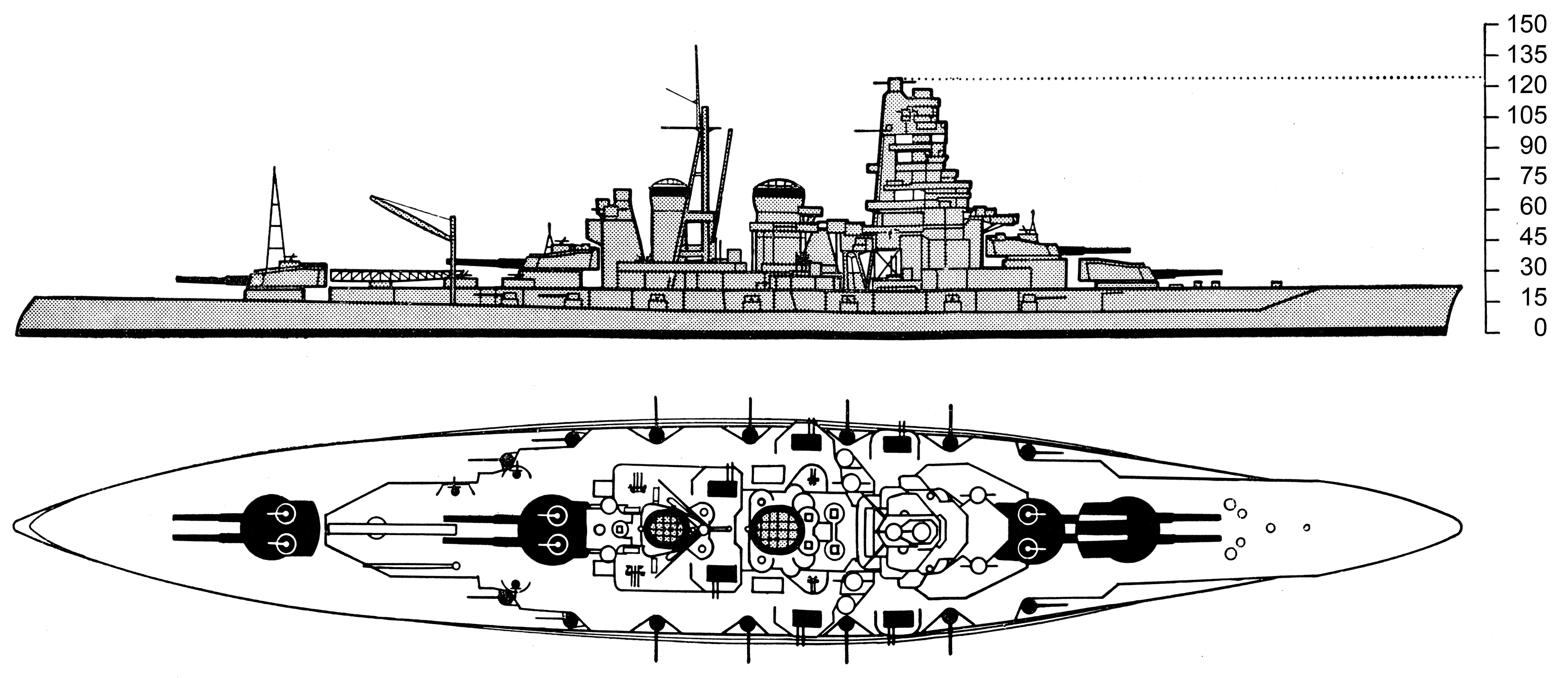
Un dibuix de l'Oficina d'Intel·ligència Naval dels Estats Units que representa la classe Kongō el 1944-1945

El 25 de gener de 1944, el capità Kazu Shigenaga va assumir el comandament del Haruna mentre el vaixell estava estacionat a Kure. La 3a Divisió de Cuirassats va marxar de Kure el 8 de març de 1944. Arribant a Lingga el 14 de març de 1944, la divisió va romandre per a l'entrenament fins a l'11 de maig de 1944. L'11 de maig de 1944, la flota mòbil del Haruna i l'almirall Ozawa van partir de Lingga cap a Tawi-Tawi on se'ls va unir la "Força C" del vicealmirall Takeo Kurita. El 13 de juny, la flota mòbil d'Ozawa va sortir de Tawitawi cap a les illes Mariannes. Durant la batalla del mar de Filipines, el Haruna va escortar portaavions ràpids japonesos, i va ser colpejat per dues bombes perforants de 500 lliures (230 kg) el 20 de juny de 1944 des d'avions portaavions nord-americans. El 24 de juny, va ser dic sec a Kure per a reparacions i reacondicionaments. L'agost de 1944 es va traslladar a Lingga.

### Batalla del golf de Leyte
L'octubre de 1944, el Haruna va marxar de Lingga en preparació per a l'Operació Sho-1, el contraatac del Japó durant la batalla del golf de Leyte, el compromís naval més gran de la història, com a part de la força central de l'almirall Takao Kurita, formada per ella mateixa i el seu vaixell germà Kongō, el cuirassat Nagato, i els "super cuirassats" Yamato i Musashi, els cuirassats més grans i poderosos mai construït, recolzat per deu creuers pesats, dos creuers lleugers i quinze destructors. El pla de seguida va tenir els seus problemes. El 23, el submarí USS Darter va enfonsar el creuer pesant Atago seguit pel submarí USS Dace que va torpedinar i enfonsar el creuer pesant Maya, després el Darter va paralitzar el creuer pesant Takao, obligant-la a sortir de la batalla juntament amb dos destructors per escortar-lo. L'endemà, els atacs aeris dels portaavions nord-americans van persistir. El Haruna va sobreviure només amb danys menors per les estelles de les bombes, però el Musashi va ser enfonsat i el creuer pesant Myōkō va quedar paralitzat i obligat a sortir de la batalla juntament amb dos destructors més per escortar-lo.

#### Batalla davant Samar
Una falsa retirada va enganyar els Estats Units perquè creguessin que la força central japonesa estava ben fora de la batalla, fet que va portar a l'almirall Halsey a perseguir la força de l'almirall Ozawa. El 25, la força central disminuïda va localitzar Taffy 3, una petita força de treball nord-americana de sis portaavions, tres destructors i quatre escortes de destructors, la qual cosa va fer que el Haruna disparés. Inicialment va apuntar al destructor USS Johnston amb els seus canons secundaris de 6 polzades (152 mm), però va fallar els seus trets abans de tornar a enganxar els portaavions d'escorta. A les 7:54, el Haruna va colpejar el portaavions d'escorta USS Kalinin Bay amb un projectil de 14 polzades (356 mm) al seu hangar des d'una distància de 16.400 iardes (15.000 metres), desactivant l'ascensor dels avions. Aleshores, el Haruna va ser l'objectiu dels torpedes llançats per destructors, però tots van fallar. A les 8:10, el Haruna (probablement) va colpejar el portaavions d'escorta USS Gambier Bay Bay amb un obús de 14 polzades (356 mm) a la seva popa, causant danys insignificants, ja que gairebé simultàniament el Yamato el va colpejar amb un obús de 18,1 polzades (46 cm). que va travessar el seu hangar. El Haruna no va tornar a colpejar el Gambier Bay, ja que Yamato va causar la majoria dels danys mortals que van enfonsar la part superior.
Després d'una ferotge acció defensiva dels vaixells nord-americans, l'almirall Kurita va optar per retirar-se, posant fi a la batalla.
Després de la derrota de l'armada japonesa al golf de Leyte, el Haruna va tornar a Brunei i Lingga per fer-hi reparacions. El 22 de novembre de 1944, va encallar en un escull de corall prop de Lingga, patint greus danys als seus compartiments estancs i obligant-la a tornar a Sasebo, on el casc va ser pegat i reparat.  El 2 de desembre de 1944, mentre tornava al Japó des del sud-est asiàtic com a part d'un grup de treball, va esquivar els torpedes disparats per un submarí americà. El 9 de desembre, tres submarins nord-americans més —USS Sea Devil, Plaice i Redfish—van interceptar el grup de treball i van procedir a paralitzar permanentment el portaavions Junyō amb tres impactes de torpedes. Indemne, el Haruna va arribar a Sasebo l'endemà. A finals de 1944, es va traslladar a Kure per a reparacions i millores completes, després d'haver sobreviscut un any en què s'havien perdut altres quatre cuirassats japonesos.

### 1945: Pèrdua
L'1 de gener de 1945, el Haruna va ser retirat de la 3a Divisió de Cuirassats desactivada i transferida a la 1a Divisió de Cuirassats de la 2a Flota. El 10 de febrer, el Haruna va ser assignat al districte naval de Kure. El 19 de març de 1945, els avions portaavions nord-americans van atacar la resta de l'armada japonesa a Kure. La base va ser defensada per instructors de caces veterans japonesos que pilotaven caces Kawanishi N1K-J "Shiden" o "George", dirigits per l'home que va planificar l'atac a Pearl Harbor, Minoru Genda. Aquests avions de caça eren superiors en alguns aspectes al principal caça dels Estats Units, el F6F Hellcat. Van sorprendre els atacants, van destruir diversos avions nord-americans i van defensar la base de l'impacte de l'atac. El Haruna va patir danys lleugers per una sola bomba a estribord, i es va quedar a Kure.
El 24 de juliol de 1945, la Task Force 38 de la Marina dels Estats Units va iniciar una sèrie d'atacs aeris a la base naval de Kure per destruir les últimes restes de la marina japonesa. El mateix dia, el cuirassat Hyūga va ser enfonsat, i el Haruna va ser colpejat per una sola bomba que va causar danys lleugers. Quatre dies després, va patir vuit bombardeigs de l'avió de la Task Force 38 i es va enfonsar als seus amarradors a les 16:15. En dos dies d'atacs, 65 oficials i homes del Haruna van resultar morts. Les seves restes van ser retirades del fons del mar l'any 1946 i va desballestat al llarg de dos mesos.

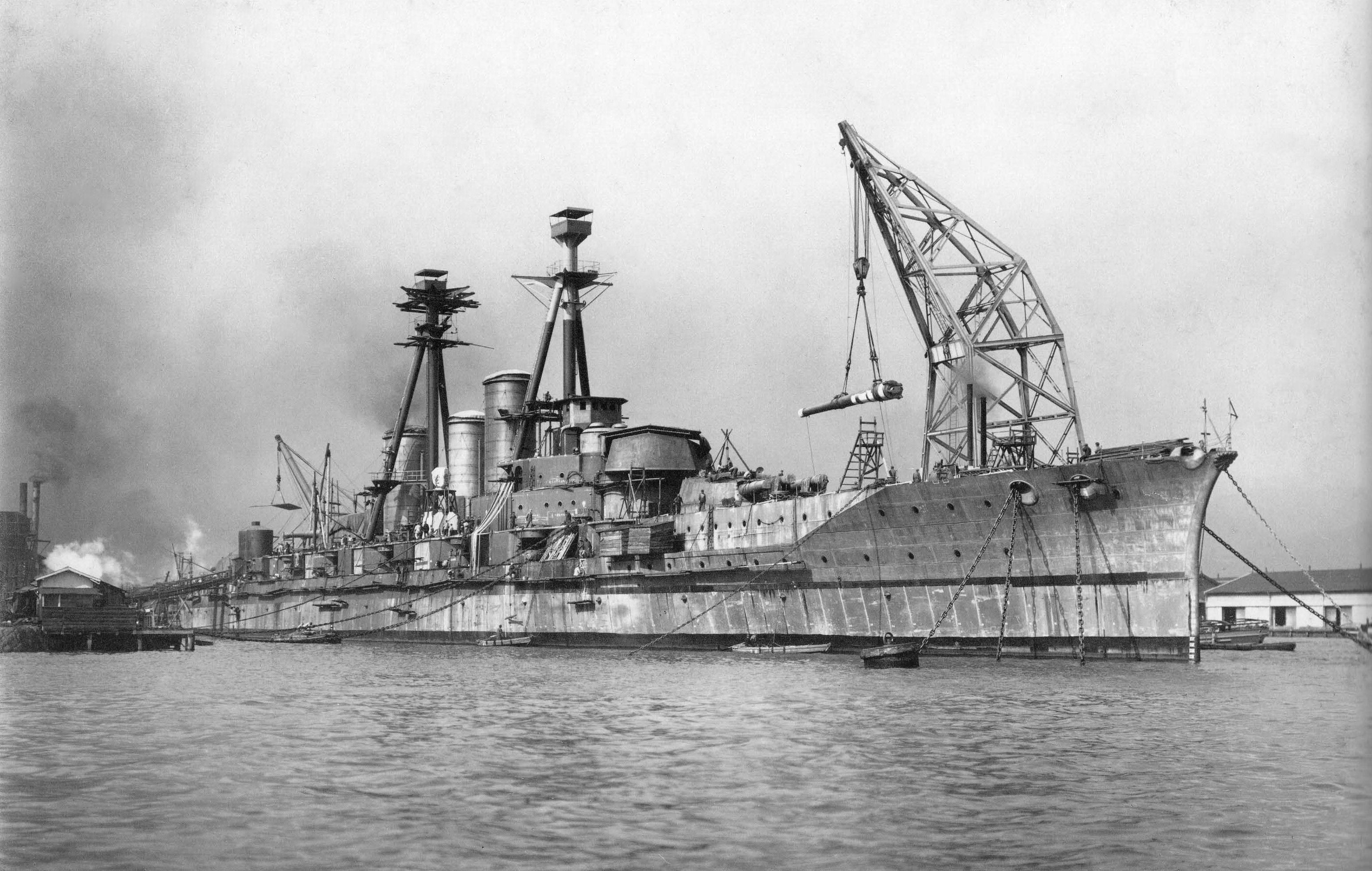
L'equipament del Haruna a Kôbe l'octubre de 1914
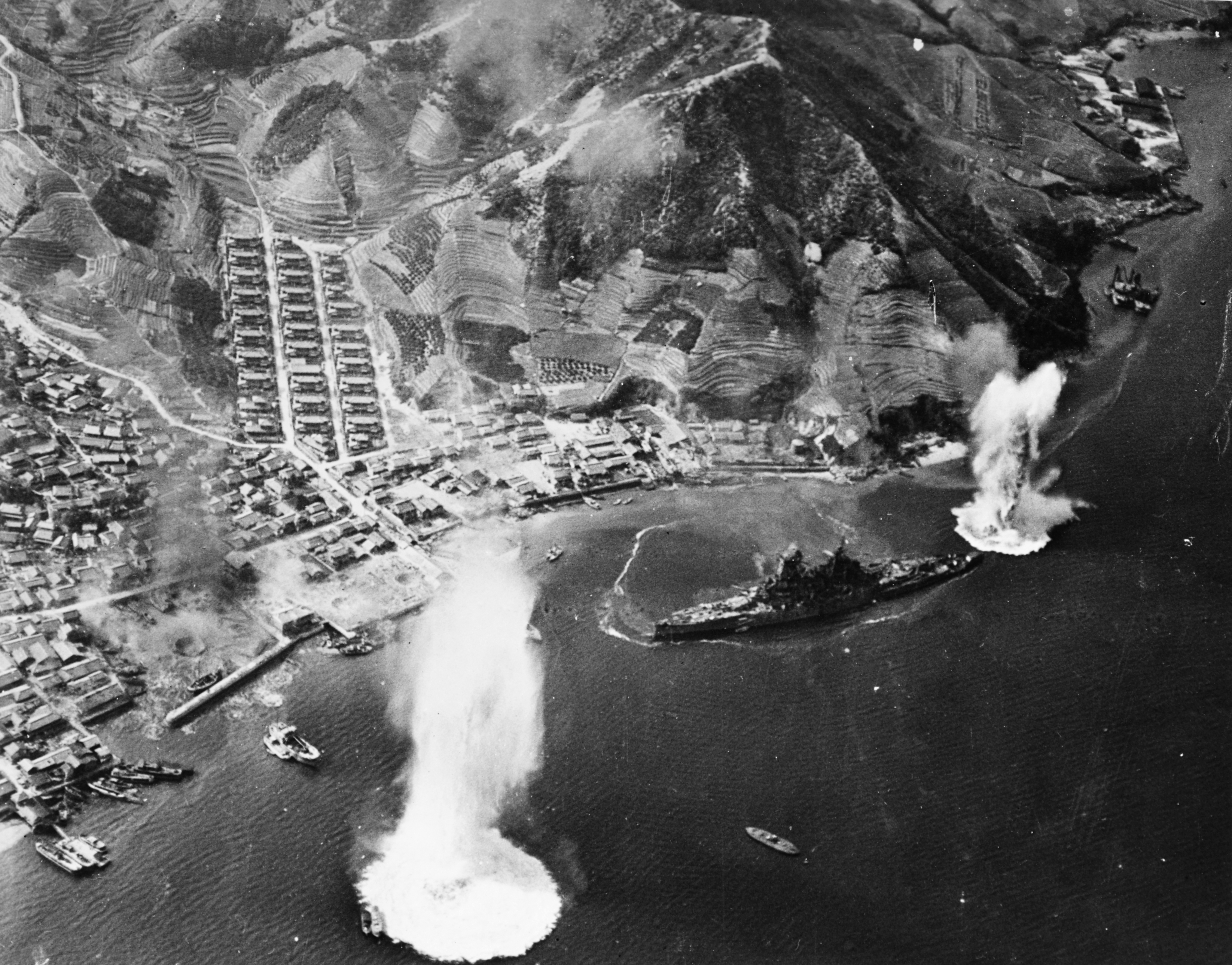
El Haruna als seus amarradors prop de Kure, Japó, sota l'atac d'un avió portaavions de la Marina dels Estats Units, el 28 de juliol de 1945
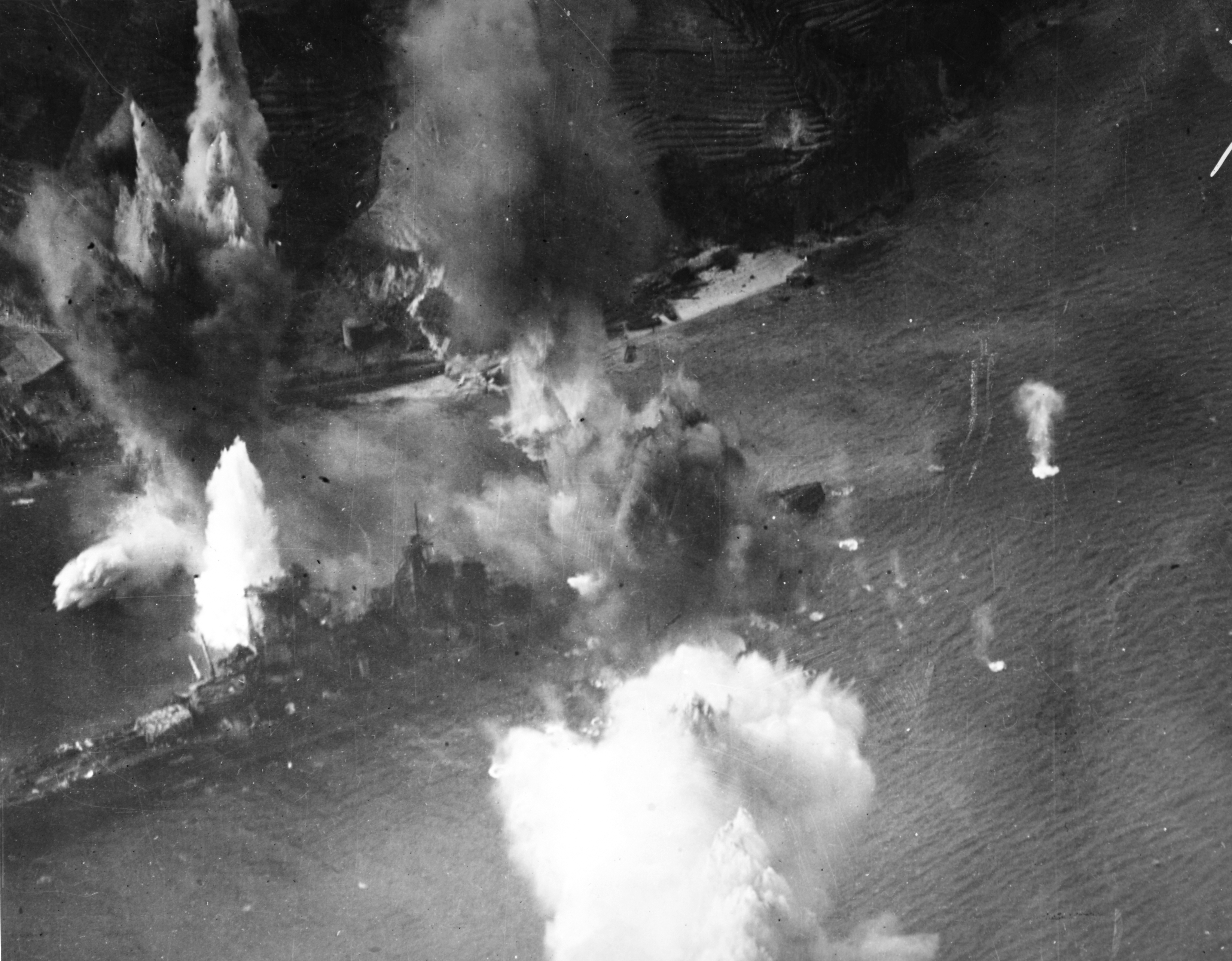
Sota l'atac d'un portaavions de la Marina dels Estats Units, el 28 de juliol de 1945 a curta distància.
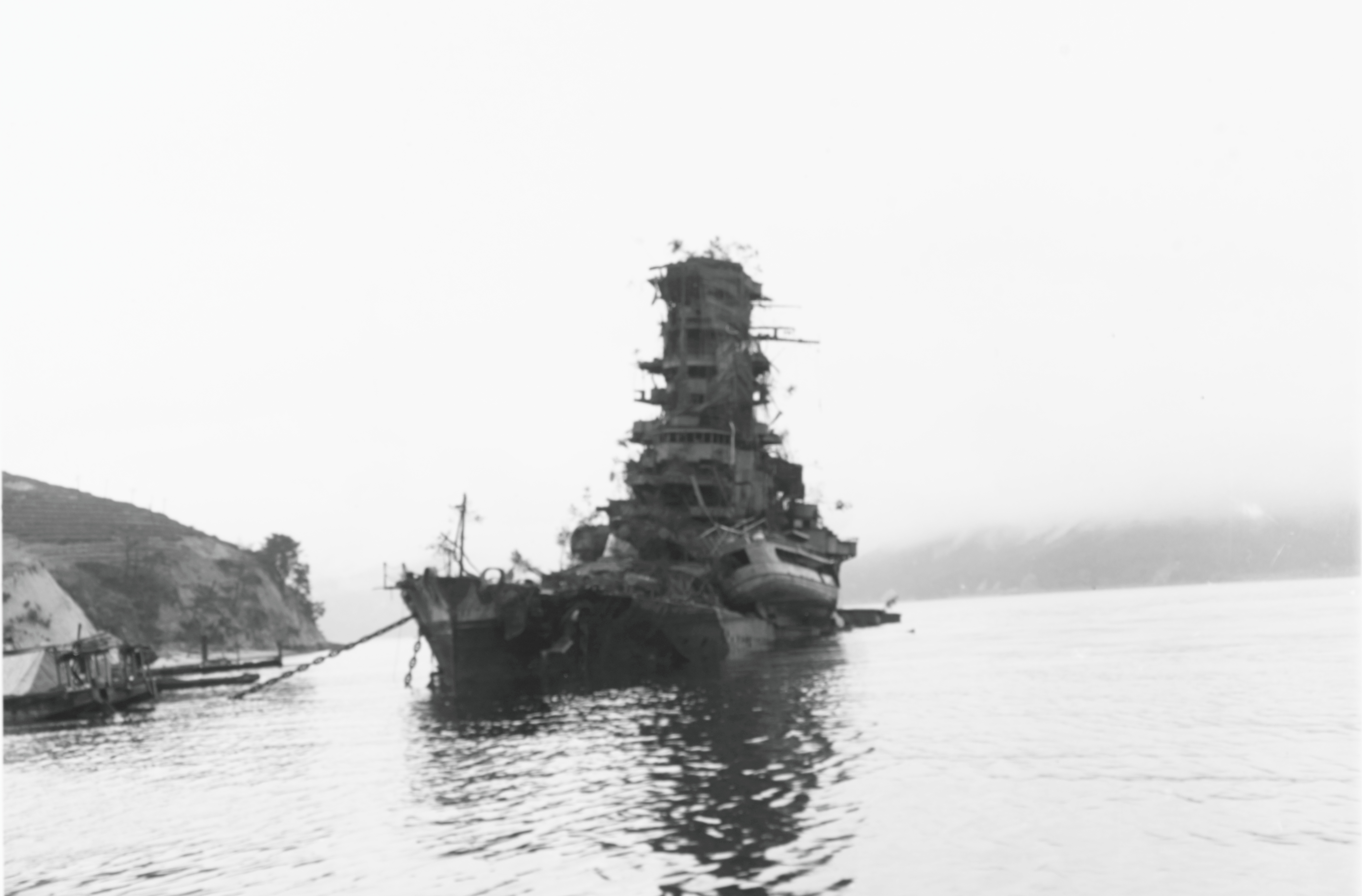
Haruna enfonsat als seus amarradors, 8 d'octubre de 1945
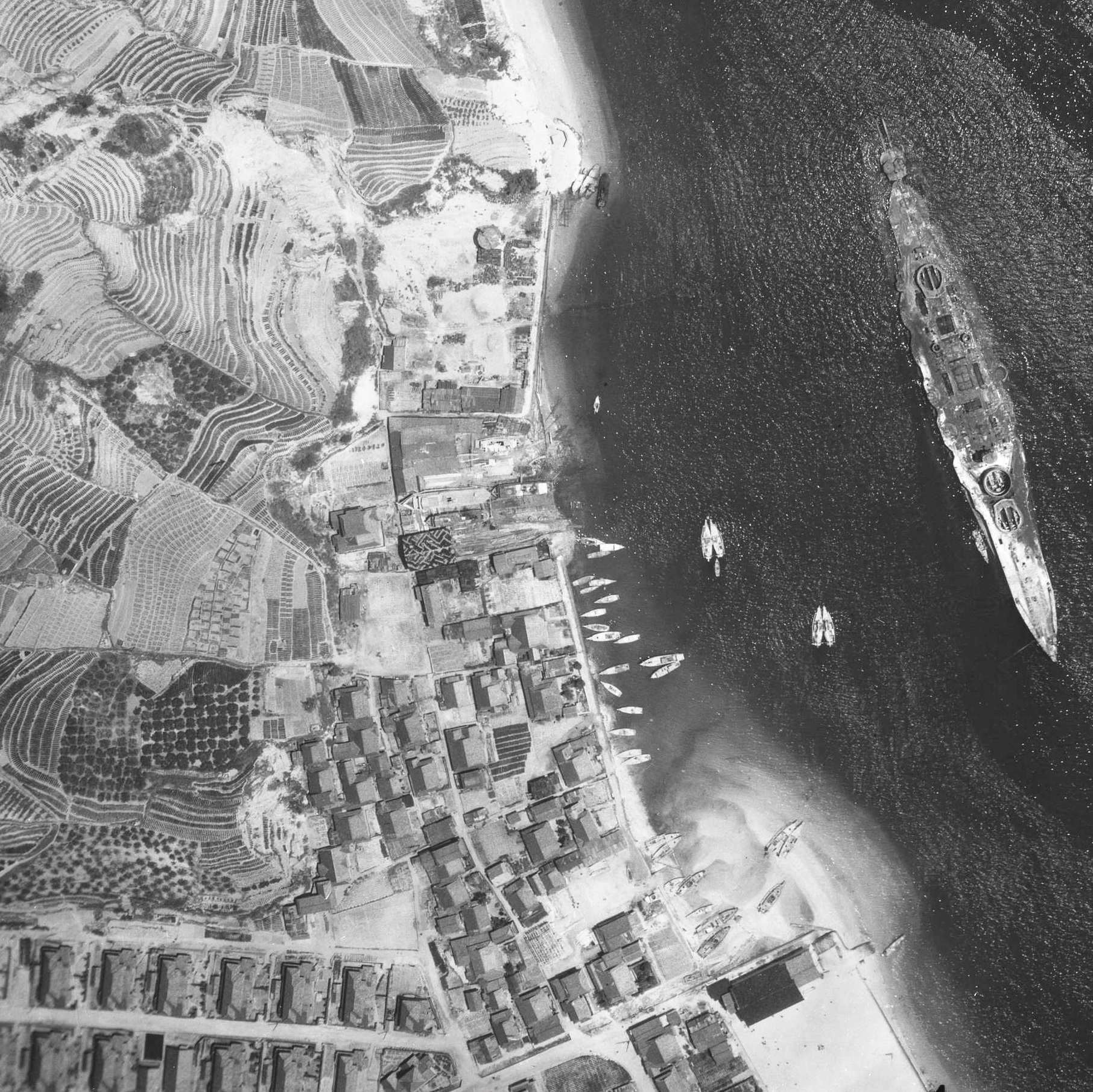
El naufragi del Haruna es va desballestar parcialment, amb la seva superestructura i les seves armes retirades, 19 de maig de 1947